# Miyuki Matsuda
Miyuki Matsuda (jap. 松田美由紀 Matsuda Miyuki; ur. 6 października 1961, Suginami, Tokio) – japońska aktorka filmowa i telewizyjna. Jej nazwisko panieńskie to Miyuki Kumagai (熊谷みゆき).

## Filmografia

### TV Drama
- Itsuka Kono Koi wo Omoidashite Kitto Naite Shimau (Fuji TV 2016)
- Meoto Zenzai (NHK 2013)
- Biblia Koshodou no Jiken Techou (Fuji TV 2013) (odc. 10, 11)
- Tetsu no Hone (NTV 2010)
- Yukemuri Sniper (TV Tokyo 2009)
- Tomorrow (TBS 2008)
- Hannin ni tsugu (2007)
- Kaette kita jiko keisatsu (TV Asahi 2007) (odc. 8)
- The Street Lawyers - Machiben (NHK 2006) (odc. 1)
- Keizoku (TBS 1999) (odc. 3)
- Minikui Ahiru no Ko (Fuji TV 1996)
- Kita no kuni kara (1981) jako Tsurara Yoshimoto

### Filmy
- Chihayafuru Shimo no Ku (2016) jako Taeko Miyauchi
- Chihayafuru Kami no Ku (2016) jako Taeko Miyauchi
- Boku wa Bosan (2015) jako Machiko Shirakata
- Love & Peace (2015)
- Hotto Rodo (2014)
- Futatsume no Mado (2014) jako Isa (matka Kyoko)
- Osama to Boku (2012) jako Keiko Mitsui
- Friends after 3.11 (2012)
- Monsters Club (2012) jako Yurie
- Koitani Bashi: La Vallee de l'amour (2011) jako Shoko Shimada
- Kanseitō (2011)
- Shibuya (2010)
- Tokyo tawa: Okan to boku to, tokidoki, oton (2007)
- Sekai wa tokidoki utsukushii (2007)
- Zoo (2005)
- Riyu (2004) jako Akie Sato
- Bo taoshi (2003)
- Pakodate-jin (2002)
- Kuroe (2001)
- Ano natsu no hi (1999)
- Nodo jiman (1999)
- Gra wstępna (Ōdishon) (1999) jako Ryoko Aoyama
- Mosura 3 (1998) jako Matka
- Genki no kami-sama (1998)
- Elephant Song (1994) jako Kanako
- Przygody Kyosuke Kindaichiego (1979) jako Maria